# Kampen (Sild)
 For alternative betydninger, se Kampen. (Se også artikler, som begynder med Kampen)
Kampen (dansk og tysk) eller Kaamp (nordfrisisk) er en landsby og kommune beliggende syd for landsbyen List på den nordfrisiske ø Sild i Sydslesvig. Administrativt hører landsbyen under Nordfrislands kreds i den tyske delstat Slesvig-Holsten. I den danske tid indtil 1864 hørte landsbyen under Kejtum Sogn (Landskabet Sild, Utlande og senere Tønder Amt).
Kampen er første gang nævnt 1543. Stednavnet henføres til det latinske campus i betydning mark eller ager. Frem til 1927 dannede Kampen en fælles kommune med Venningsted og Brarup, som fungerede under navnet Nordbyerne (Norddöfer).
Kampen er omgivet af hede- og klitlandskab. I flere generationer levede indbyggere af landbrug og fiskeri. Ved starten af 1900-tallet opstod i landsbyen en lille kunstnerkoloni omkring forfatteren Ferdinand Avenarius. Byen blev på den måde et populært mødested for tyske kunstnere og intellektuelle. Blandt dem var også maleren Emil Nolde og forfatteren Thomas Mann. En landsbylov fra 1912 foreskrev at nybyggerier kun måtte opføres med stråtag og i stor indbyrdes afstand. På den måde har Kampen bevaret sit typisk nordfrisiske karakter. I dag regnes byen for at være et eksklusivt badested, som besøges hvert år af mange prominente gæster. Ved siden af byens centrum oprettede velhavende gæster større sommerhuse og villaer.
Kampen Fyr blev oprettet i 1856, da øen endnu var dansk. Tæt ved byen ligger klinten Røde Klev.